# Watertoren (Borne)
De watertoren in de Nederlandse gemeente Borne is ontworpen door architect J.H.J. Kording en werd gebouwd in 1932. De watertoren heeft een hoogte van 36,5 meter en een waterreservoir van 240 m³. De toren staat op de Watertorenstraat 28. Rijkere huishoudens hadden een eigen waterput, de armere gezinnen waren aangewezen op de publieke pompen, zoals die vóór De Keizerskroon, midden in Borne. In 1925 wilde het gemeentebestuur om redenen van gezondheid en hygiëne dat Borne een waterleidingnetwerk kreeg. Hiervoor werd aansluiting gezocht bij het gemeentelijke waterleidingnetwerk van Hengelo. Als er toch gegraven moest worden, kon meteen een gasleiding aangelegd worden. Het duurde nog tot 1930 voordat de raad besloot tot de bouw van een watertoren aan de huidige Watertorenstraat, gebouwd door de Bornse aannemer Groothengel. Deze aannemer was weliswaar niet de goedkoopste, maar het gemeentebestuur koos mede voor hem om in crisistijd de eigen inwoners aan het werk te houden. (zie ook de Canon van Borne).
Almelo
(Oude ·
Spinnerij ·
Sluiskade ·
Reggestraat) ·
Borne ·
Daarle ·
Delden ·
Deventer ·
Enschede
(Hoog & Droog ·
Janninktoren ·
Menkotoren) · 
Goor ·
Hengelo
(Oude ·
Stork, 1902 ·
Stork, 1917) ·
Kuinre ·
De Lichtmis · 
Lutten ·
Nijverdal
(Oude ·
Nieuwe) ·
Oldenzaal ·
Olst ·
Ootmarsum ·
Raalte · 
Sint Jansklooster ·
Steenwijk ·
Steenwijkerwold ·
Vriezenveen · 
Zwolle